# 埃塞俄比亞和厄立特里亞聯邦
衣索比亞–厄利垂亞联邦或埃塞俄比亚和厄立特里亚聯邦（英語：Federation of Ethiopia and Eritrea或Ethiopian–Eritrean Federation）是1952年9月15日由埃塞俄比亚和厄立特里亚组成的一个君主制联邦，这一联邦根据联合国决议达成，在1952年9月15日至1962年11月15日存在，在1962年因埃塞俄比亚正式把厄立特里亚合并为一个省而终止。

## 背景和建立
二战结束后，厄立特里亞被英国占领，在厄立特里亚，族群对立与宗教冲突交织在一起，高地基督徒与低地穆斯林之间的分裂旷日持久，而埃塞俄比亚一直对厄立特里亚有领土要求，为了补偿埃塞俄比亚被意大利滅國的損失，英国和意大利在1950年向联合国建议将其按宗教信仰分割为两半，穆斯林居多的一半划归苏丹，另一半以基督教为主的地区则划分给埃塞俄比亚，遭到一部分厄立特里亚人的反对，因用来交换欧加登给索马里的缘故埃塞俄比亚皇帝也未同意。苏联出于防止英国影响力扩大的因素反对，斯大林宣称厄立特里亚应该享有自决权，而杜鲁门希望它与埃塞俄比亚合并为一个联邦。在确定厄立特里亚战后地位与前途命运的去殖民化进程中，穆斯林联盟（Muslim League）主张独立，而由高地基督徒组成的联合党（Unionist Party）与教会组织则坚持与埃塞俄比亚联合。这种内部分裂最终导致联合国决定双方结成联邦并成为埃塞俄比亚帝国的一部分。最后在美国支持下双方接受了联合国390-A(V)决议，组成联邦。

## 強行合併
厄立特里亚当时有自己的宪法、议会和警察系统，奉行多党制，在政治也比较自由。然而其发展水平高于埃塞俄比亚本土和处理内部事务的相对自主，引发了奉行独裁统治的皇帝海尔·塞拉西一世的不满，他多次违反协议，侵犯厄立特里亚的自治权。1958年12月，皇帝胁迫厄立特里亚议会通过决议，取消厄立特里亚的旗帜，1959年将政府改为“行政机构”，并在9月通过更换《厄特宪法》为《埃塞宪法》，而解散联邦的决议四次被厄特议会否决。最终于1962年11月，在军队威胁下被强行取消自治，合并为厄立特里亚省。导致厄立特里亚独立战争的大规模爆发。